# 魏爾格拉本河 (多恩豪森米爾巴赫河支流)
49°05′54″N 10°49′27″E / 49.09834°N 10.82409°E
魏爾格拉本河（德語：Weihergraben），是德國的河流，位於該國東南部，由巴伐利亞負責管轄，屬於多恩豪森米爾巴赫河的右支流，河道全長3公里，流域面積4.8平方公里，河口處在普福費爾德。